# Чернещина (Черкасская область)
Чернещина (укр. Чернещина) — село в Золотоношском районе Черкасской области Украины.
Население по переписи 2001 года составляло 301 человек. Почтовый индекс — 19740. Телефонный код — 4737.

## Местный совет
19740, Черкасская обл., Золотоношский р-н, с. Зоревка